# Instytut Głuchoniemych w Warszawie

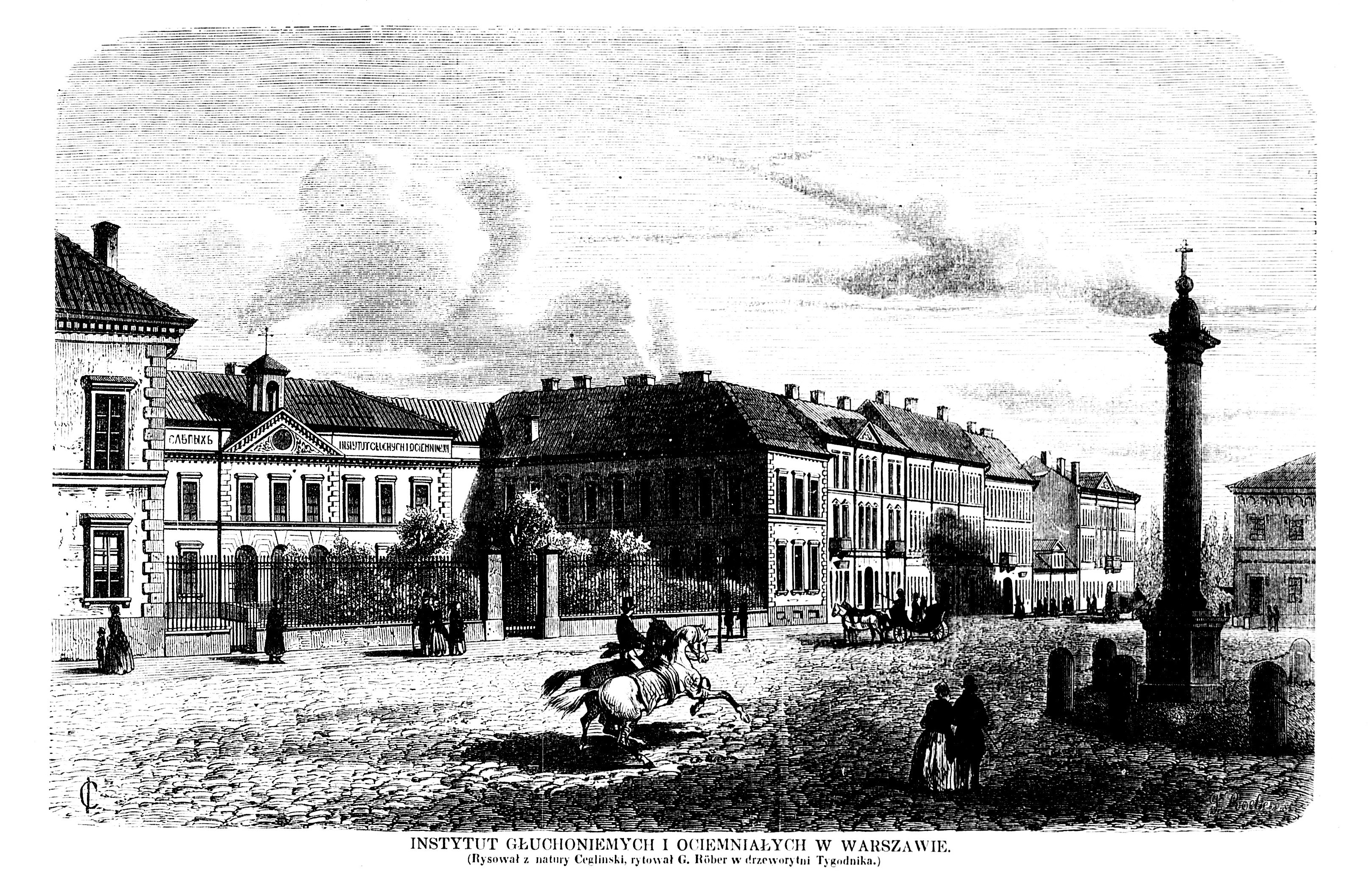
Instytut Głuchoniemych ok. 1860

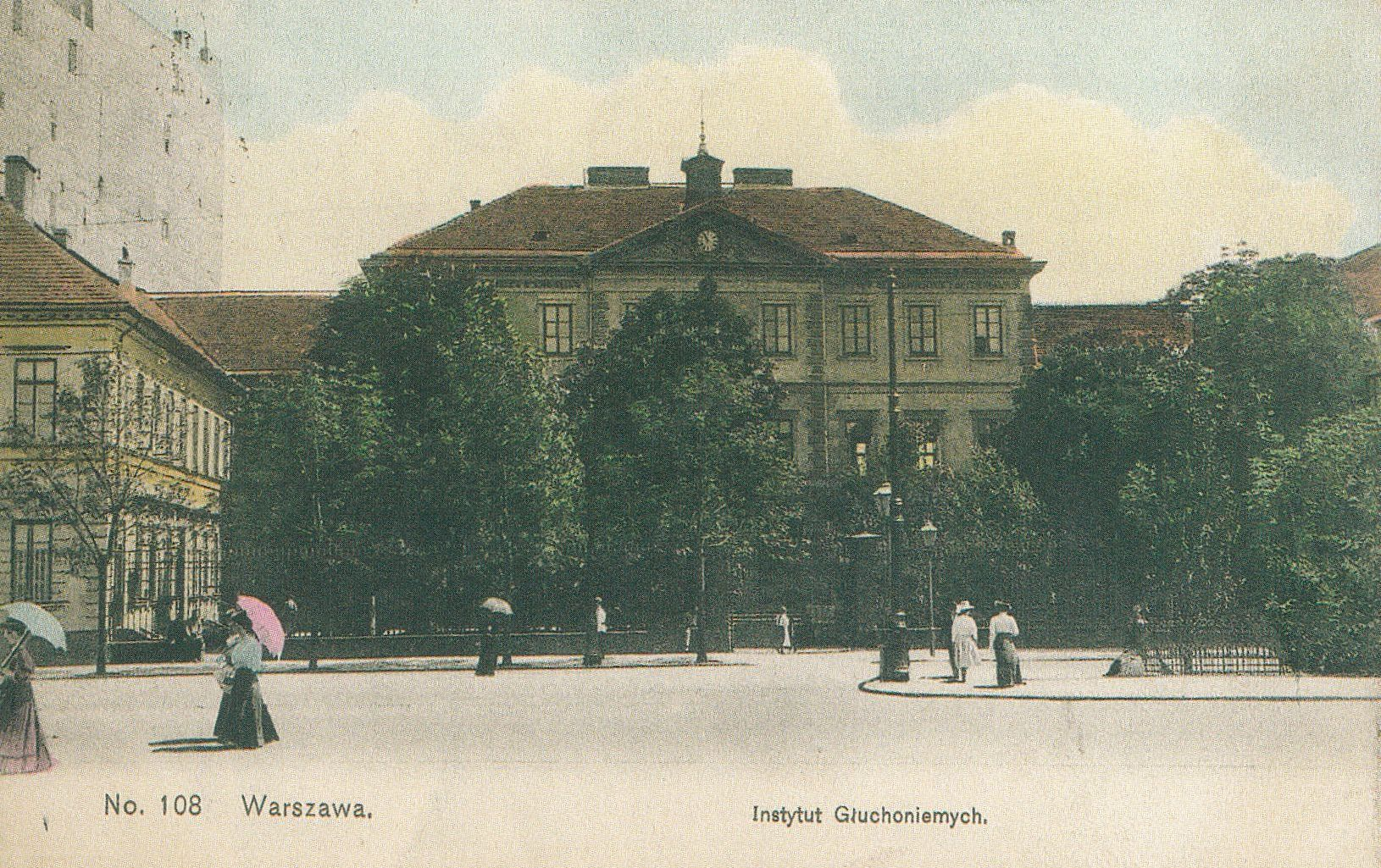
Budynek Instytutu Głuchoniemych ok. 1908

Instytut Głuchoniemych im. Jakuba Falkowskiego – placówka szkolno-wychowawcza dla dzieci i młodzieży z wadami słuchu i mowy założona w 1817 roku. Mieści się przy placu Trzech Krzyży 4/6 w Warszawie. Wniosła duży wkład do powstania i rozwoju polskiego języka migowego i edukacji osób głuchych. 

## Historia
Instytut Głuchoniemych powstał 23 października 1817 z inicjatywy ks. Jakuba Falkowskiego. Początkowo mieścił się na terenie Uniwersytetu Warszawskiego w Pałacu Kazimierzowskim, a w latach 1820–1827 w domu sióstr wizytek przy Krakowskim Przedmieściu.
26 kwietnia 1826 rozpoczęto wznoszenie siedziby Instytutu przy placu Trzech Krzyży. Budowę ukończono w roku 1827. Pierwotnie budynek miał dwie kondygnacje (środkowe skrzydło nadbudowano w 1873 roku). W 1842 przy Instytucie utworzono szkołę dla niewidomych a Instytut otrzymał nazwę „Instytut Głuchoniemych i Ociemniałych” używaną do 1962. Do budynku przylegał duży ogród.
W latach 1867–1885 funkcję dyrektora instytucji pełnił Jan Papłoński, który wprowadził zmiany przyczyniające się do rozwoju tej instytucji. W 1865 za jego sprawą zrealizowano projekt założenia fermy, na której osoby głuche pochodzące ze wsi mogłyby szkolić się w pracy gospodarskiej.
W 1919 powstało przedszkole dla dzieci głuchych, a w 1934 – zasadnicza szkoła zawodowa dla niesłyszących.
Wychowankowie Instytutu otrzymywali wykształcenie zawodowe i ogólne. Wielokrotnie wykazywali postawę patriotyczną, biorąc udział w strajku szkolnym w 1905, a w 1944 29 głuchych walczyło w powstaniu warszawskim w składzie plutonu Głuchoniemych.
W czasie powstania warszawskiego na dziedzińcu Instytutu urządzono cmentarz. 26 października 1944 Niemcy podpalili budynek. Odbudowę ukończono w sierpniu 1948.
W 1983 Instytut otrzymał imię swojego założyciela – księdza Jakuba Falkowskiego.

Ośrodek zapewnia edukację przedszkolną, podstawową, gimnazjalną i ponadgimnazjalną, a także nauczanie indywidualne. Wychowankowie korzystają z opieki logopedycznej, psychologicznej i pedagogicznej. Dla rodziców dzieci niesłyszących organizowane są kursy polskiego języka migowego.

## Dyrektorzy
- Jakub Falkowski (1817–1831)[5]
- Wawrzyniec Wysocki (1831–1837)[6]
- ks. Józefat Szczygielski (1837–1865)[7]
- Jan Papłoński (1867–1885)[8]
- ks. Teofil Jagodziński (1885–1887)
- Aleksander Manczarski (1915-1918)[9]
- Władysław Jarecki (1918–1928)
- Stefan Łopatto (1929–1933)[10]
- Edward Zawadzki (1933-1947)
- Wacław Tułodziecki (1948–1955)[11]
- Otton Lipkowski (1960–1965)[12]
- Tadeusz Adamiec (1991-2022)[13]
- Bartosz Wilimborek (od 2022)[14]

## Nauczyciele i wychowankowie Instytutu
- Jan Siestrzyński
- Janisław Królikowski
- Ludwik Kucharzewski
- Edmund Malinowski
- Feliks Pęczarski
- Wanda Tazbir